# Мамут, Леонид Соломонович
Леони́д Соломо́нович Маму́т (9 июня 1929 — 15 мая 2015) — советский и российский учёный-правовед, доктор юридических наук, профессор, Заслуженный юрист Российской Федерации (1994). В 1990—1993 годах принимал участие в подготовке текста Конституции Российской Федерации.

## Биография
В 1951 году окончил Московский юридический институт. С 1951 по 1962 годы работал юрисконсультом. В 1961—1966 годах — доцент Всесоюзного юридического заочного института (ВЮЗИ). С 1966 года работал в Институте государства и права АН СССР (ИГП АН СССР, позднее — ИГП РАН).
С 1990 года был экспертом Конституционной комиссии Съезда народных депутатов РФ. В 1993 году представлял Президента РФ в Конституционном Совещании.
Сын Александр (род. 1960) — российский предприниматель и финансист.
Умер в 2015 году. Урна с прахом захоронена в колумбарии на Ваганьковском кладбище.

## Научная деятельность
В 1961 году защитил в ИГП АН СССР кандидатскую диссертацию «Генезис учения Карла Маркса о государстве». В 1977 году там же, защитил докторскую диссертацию — «Учение Карла Маркса о государстве: Актуальные историко-теоретические проблемы».
Сфера научных интересов — история западноевропейской и отечественной политико-правовой мысли, природа государства и права, актуальные проблемы развития современной российской государственности.
Автор около 200 публикаций, в том числе 6 монографий, а также вузовских учебников по теории государства и права, по истории политических и правовых учений.

## Основные работы
- Парижская коммуна — первое пролетарское государство. — М.: Знание, 1971. — 48 с. — (Новое в жизни, науке, технике. 1971/1).
- Проблемы теории государства в современной идеологической борьбе: Против буржуазной критики взглядов К. Маркса на государство. — М.: Юридическая литература, 1976. — 192 с.
- Карл Маркс как теоретик государства / Отв. ред. Н. П. Фарберов; Академия наук СССР. Институт государства и права. — М.: Наука, 1979. — 264 с.
- Этатизм и анархизм как типы политического сознания. Домарксистский период; АН СССР, Ин-т государства и права. — М. Наука, 1989. — 253,[2] с. ISBN 5-02-012811-2
- Государство в ценностном измерении; Ин-т государства и права Рос. акад. наук. — М.: Норма, 1998. — 45,[1] с. ISBN 5-89123-218-9
- Народ в правовом государстве / Институт государства и права Российской Академии наук. — М.: Норма, 1999. — vii, 150 с. — ISBN 5891233711.
- Правовое общение: очерк теории. — М.: Норма, 2011. — 78, [1] с. — ISBN 978-5-91768-172-6.